# (11099) Sonodamasaki
(11099) Sonodamasaki est un astéroïde de la ceinture principale.

## Description
(11099) Sonodamasaki est un astéroïde de la ceinture principale. Il fut découvert le 20 avril 1995 à Kitami par Kin Endate et Kazuro Watanabe. Il présente une orbite caractérisée par un demi-grand axe de 2,38 UA, une excentricité de 0,22 et une inclinaison de 10,0° par rapport à l'écliptique.

## Compléments